# Leichtathletik-Südamerikameisterschaften 2019
Die 51. Leichtathletik-Südamerikameisterschaften wurden vom 24. bis 26. Mai 2019 in Lima, Peru ausgetragen. Damit fanden die Meisterschaften bereits zum neunten Mal in der peruanischen Hauptstadt statt.

## Frauen

### 100 m
| Platz | Athletin                | Land | Zeit (s) |
| ----- | ----------------------- | ---- | -------- |
| 1     | Vitória Cristina Rosa   | BRA  | 11,24    |
| 2     | Andrea Purica           | VEN  | 11,32    |
| 3     | Anahí Suárez            | ECU  | 11,67    |
| 4     | Isidora Jiménez         | CHI  | 11,68    |
| 5     | Yasmin Woodruff         | PAN  | 11,69    |
| 6     | María Victoria Woodward | ARG  | 11,70    |
| 7     | Andressa Fidelis        | BRA  | 11,79    |
| 8     | Eliecith Palacios       | COL  | 11,86    |

Finale: 24. Mai
Wind: +0,6 m/s

### 200 m
| Platz | Athletin              | Land | Zeit (s) |
| ----- | --------------------- | ---- | -------- |
| 1     | Vitória Cristina Rosa | BRA  | 22,90 SB |
| 2     | Andrea Purica         | VEN  | 23,37 PB |
| 3     | Anahí Suárez          | ECU  | 23,65    |
| 4     | Jennifer Padilla      | COL  | 23,67    |
| 5     | Ana Azevedo           | BRA  | 24,01    |
| 6     | Yasmin Woodruff       | PAN  | 24,10    |
|       | Noelia Martínez       | ARG  | DSQ      |
|       | Isidora Jiménez       | CHI  | DNS      |

Finale: 26. Mai
Wind: +0,6 m/s

### 400 m
| Platz | Athletin                 | Land | Zeit (s) |
| ----- | ------------------------ | ---- | -------- |
| 1     | Tiffani Marinho          | BRA  | 52,81    |
| 2     | Lina Licona              | COL  | 53,18    |
| 3     | Noelia Martínez          | ARG  | 53,47    |
| 4     | Geisa Aparecida Coutinho | BRA  | 53,51    |
| 5     | Eliana Chávez            | COL  | 53,66    |
| 6     | María Fernanda Mackenna  | CHI  | 54,27    |
| 7     | Kimberly Cardoza         | PER  | 54,83    |
| 8     | Maitte Torres            | PER  | 55,25    |

Finale: 24. Mai

### 800 m
| Platz | Athletin            | Land | Zeit (min) |
| ----- | ------------------- | ---- | ---------- |
| 1     | Déborah Rodríguez   | URU  | 2:02,68    |
| 2     | Andrea Calderón     | ECU  | 2:05,49    |
| 3     | Johana Arrieta      | COL  | 2:05,91    |
| 4     | Rosangélica Escobar | COL  | 2:06,03    |
| 5     | Nicole Minota       | ECU  | 2:06,38    |
| 6     | July da Silva       | BRA  | 2:07,63    |
| 7     | Mariana Borelli     | ARG  | 2:09,35    |
| 8     | Berdine Castillo    | CHI  | 2:10,48    |

26. Mai

### 1500 m
| Platz | Athletin            | Land | Zeit (min) |
| ----- | ------------------- | ---- | ---------- |
| 1     | María Pía Fernández | URU  | 4:27,44    |
| 2     | Mariana Borelli     | ARG  | 4:27,83    |
| 3     | July da Silva       | BRA  | 4:27,93    |
| 4     | Florencia Borelli   | ARG  | 4:28,22    |
| 5     | Rosibel García      | COL  | 4:29,81    |
| 6     | Johana Arrieta      | COL  | 4:31,50    |
| 7     | Katerine Tisalema   | ECU  | 4:32,51    |
| 8     | Andrea Ferris       | PAN  | 4:32,69    |

24. Mai

### 5000 m
| Platz | Athletin          | Land | Zeit (min) |
| ----- | ----------------- | ---- | ---------- |
| 1     | Florencia Borelli | ARG  | 15:42,60   |
| 2     | Carolina Tabares  | COL  | 15:46,04   |
| 3     | Luz Mery Rojas    | PER  | 15:46,27   |
| 4     | Saida Meneses     | PER  | 15:47,16   |
| 5     | Fedra Luna        | ARG  | 16:17,18   |
| 6     | Muriel Coneo      | COL  | 16:34,58   |
| 7     | Simone Ferraz     | BRA  | 16:37,06   |
| 8     | Carmen Toaquiza   | ECU  | 16:38,70   |

26. Mai

### 10.000 m
| Platz | Athletin            | Land | Zeit (min) |
| ----- | ------------------- | ---- | ---------- |
| 1     | Carolina Tabares    | COL  | 33:36,77   |
| 2     | Tatiele de Carvalho | BRA  | 33:40,76   |
| 3     | Muriel Coneo        | COL  | 33:43,00   |
| 4     | Thalia Valdivia     | PER  | 33:48,46   |
| 5     | Nélida Sulca        | PER  | 34:03,00   |
| 6     | María Luz Tesuri    | ARG  | 34:32,02   |
| 7     | Diana Landi         | ECU  | 34:43,97   |
| 8     | Silvia Ortiz        | ECU  | 36:25,65   |

24. Mai

### 100 m Hürden
| Platz | Athletin                | Land | Zeit (s) |
| ----- | ----------------------- | ---- | -------- |
| 1     | Génesis Romero          | VEN  | 13,29    |
| 2     | Eliecith Palacios       | COL  | 13,49    |
| 3     | Adelly Santos           | BRA  | 13,64    |
| 4     | Yoveinny Mota           | VEN  | 13,65    |
| 5     | Diana Bazalar           | PER  | 13,84    |
| 6     | Mariza Karabia          | PAR  | 14,41    |
| 7     | Jenea McCammon          | GUY  | 14,93    |
|       | María Ignacia Eguiguren | CHI  | DNF      |

Finale: 24. Mai
Wind: −0,1 m/s

### 400 m Hürden
| Platz | Athletin         | Land | Zeit (s) |
| ----- | ---------------- | ---- | -------- |
| 1     | Melissa González | COL  | 55,73 CR |
| 2     | Gianna Woodruff  | PAN  | 56,76    |
| 3     | Fiorella Chiappe | ARG  | 57,03    |
| 4     | Alessandra Silva | BRA  | 57,18    |
| 5     | Marlene Santos   | BRA  | 57,43    |
| 6     | Kimberly Cardoza | PER  | 58,38    |
| 7     | Valeria Cabezas  | COL  | 58,85    |
| 8     | Valeria Barón    | ARG  | 62,90    |

25. Mai

### 3000 m Hindernis
| Platz | Athlet             | Land | Zeit (min) |
| ----- | ------------------ | ---- | ---------- |
| 1     | Tatiane da Silva   | BRA  | 09:45,52   |
| 2     | Belén Casetta      | ARG  | 10:04,54   |
| 3     | Simone Ferraz      | BRA  | 10:05,88   |
| 4     | Rina Cjuro         | PER  | 10:09,72   |
| 5     | Andrea Ferris      | PAN  | 10:14,00   |
| 6     | Tania Chávez Moser | BOL  | 10:15,83   |
| 7     | Rolanda Bell       | PAN  | 10:17,19   |
| 8     | Edith Mamani       | BOL  | 10:18,40   |

25. Mai

### 4 × 100 m Staffel
| Platz | Land        | Athletinnen                                                                         | Zeit (s) |
| ----- | ----------- | ----------------------------------------------------------------------------------- | -------- |
| 1     | Brasilien   | Anny de Bassi Ana Azevedo Bruna Farias Andressa Fidelis                             | 44,70    |
| 2     | Kolumbien   | Melissa González Jennifer Padilla Eliana Chávez Eliecith Palacios                   | 44,97    |
| 3     | Argentinien | María Florencia Lamboglia Noelia Martínez Valentina Sánchez María Victoria Woodward | 45,65    |
| 4     | Ecuador     | Katherine Chillambo Marina Poroso Virginia Villalba Anahí Suárez                    | 45,72    |
| 5     | Peru        | Diana Bazalar Paola Mautino Triana Alonso Giara Garate                              | 46,60    |

25. Mai

### 4 × 400 m Staffel
| Platz | Land        | Athletinnen                                                                     | Zeit (min) |
| ----- | ----------- | ------------------------------------------------------------------------------- | ---------- |
| 1     | Kolumbien   | Lina Licona Melissa González Eliana Chávez Jennifer Padilla                     | 3:32,81    |
| 2     | Brasilien   | Ana Azevedo Marlene Santos Alessandra Silva Tiffani Marinho                     | 3:35,29    |
| 3     | Argentinien | María Diogo Fiorella Chiappe Valeria Barón Noelia Martínez                      | 3:36,76    |
| 4     | Chile       | Poulette Cardoch Berdine Castillo María Fernanda Mackenna María José Echeverría | 3:37,35    |
| 5     | Peru        | Manrique Gongora Kimberly Cardoza Maitte Torres Triana Alonso                   | 3:42,74    |
| 6     | Ecuador     | Nicole Minota Andrea Calderón Marina Poroso Virginia Villalba                   | 3:42,91    |

26. Mai

### 20.000 m Bahngehen
| Platz | Athlet            | Land | Zeit (h) |
| ----- | ----------------- | ---- | -------- |
| 1     | Karla Jaramillo   | ECU  | 1:30:52  |
| 2     | Ángela Castro     | BOL  | 1:32:36  |
| 3     | Leyde Guerra      | PER  | 1:33:40  |
| 4     | Evelyn Inga       | PER  | 1:34:30  |
| 5     | Arabelly Orjuela  | COL  | 1:35:33  |
| 6     | Anastasia Sanzana | CHI  | 1:46:45  |
|       | Sandra Arenas     | COL  | DNS      |

25. Mai

### Hochsprung
| Platz | Athletin               | Land | Höhe (m) |
| ----- | ---------------------- | ---- | -------- |
| 1     | María Fernanda Murillo | COL  | 1,90     |
| 2     | Valdiléia Martins      | BRA  | 1,80     |
| 3     | Monique Vermeling      | BRA  | 1,75     |
| 3     | Betsabé Páez           | ARG  | 1,75     |
| 5     | Candy Toche            | PER  | 1,75     |
| 6     | Daniella Muñoz         | PER  | 1,70     |
| 7     | Lorena Aires           | URU  | 1,70     |
| 8     | Carla Ríos             | BOL  | 1,65     |

26. Mai

### Stabhochsprung
| Platz | Athletin              | Land | Höhe (m) |
| ----- | --------------------- | ---- | -------- |
| 1     | Robeilys Peinado      | VEN  | 4,56     |
| 2     | Stefany Castillo      | COL  | 4,11     |
| 3     | Juliana Campos        | BRA  | 3,91     |
| 4     | Nicole Hein           | PER  | 3,71     |
| 5     | Isabel de Quadros     | BRA  | 3,71     |
|       | Ana Gabriela Quiñonez | ECU  | NM       |

25. Mai

### Weitsprung
| Platz | Athletin        | Land | Weite (m) |
| ----- | --------------- | ---- | --------- |
| 1     | Eliane Martins  | BRA  | 6,71      |
| 2     | Keila Costa     | BRA  | 6,38      |
| 3     | Macarena Reyes  | CHI  | 6,36      |
| 4     | Natalie Aranda  | PAN  | 6,25      |
| 5     | Génesis Romero  | VEN  | 6,24      |
| 6     | Paola Mautino   | PER  | 6,16      |
| 7     | Yosiris Urrutia | COL  | 6,06      |
| 8     | Valeria Quispe  | BOL  | 5,76      |

25. Mai

### Dreisprung
| Platz | Athletin            | Land | Weite (m) |
| ----- | ------------------- | ---- | --------- |
| 1     | Yosiris Urrutia     | COL  | 13,85     |
| 2     | Liuba Zaldívar      | ECU  | 13,45     |
| 3     | Gabriele dos Santos | BRA  | 13,30     |
| 4     | Candy Toche         | PER  | 12,87     |
| 5     | Silvana Segura      | PER  | 12,70     |
| 6     | Valeria Quispe      | BOL  | 12,69     |

24. Mai

### Kugelstoßen
| Platz | Athletin         | Land | Weite (m) |
| ----- | ---------------- | ---- | --------- |
| 1     | Ahymará Espinoza | VEN  | 17,44     |
| 2     | Geisa Arcanjo    | BRA  | 17,16     |
| 3     | Ángela Rivas     | COL  | 17,10     |
| 4     | Ivana Gallardo   | CHI  | 16,77     |
| 5     | Keely Medeiros   | BRA  | 16,66     |

26. Mai

### Diskuswurf
| Platz | Athletin           | Land | Weite (m) |
| ----- | ------------------ | ---- | --------- |
| 1     | Andressa de Morais | BRA  | 62,42     |
| 2     | Fernanda Martins   | BRA  | 60,87     |
| 3     | Ailén Armada       | ARG  | 56,55     |
| 4     | Karen Gallardo     | CHI  | 55,09     |
| 5     | Aixa Middleton     | PAN  | 50,57     |
| 6     | Ivana Gallardo     | CHI  | 50,22     |

24. Mai

### Hammerwurf
| Platz | Athletin            | Land | Weite (m) |
| ----- | ------------------- | ---- | --------- |
| 1     | Mariana Marcelino   | BRA  | 66,78     |
| 2     | Rosa Rodríguez      | VEN  | 66,45     |
| 3     | Jennifer Dahlgren   | ARG  | 65,06     |
| 4     | Valeria Chiliquinga | ECU  | 64,50     |
| 5     | Mayra Gaviria       | COL  | 63,92     |
| 6     | Mariana García      | CHI  | 63,27     |
| 7     | Daniela Gómez       | ARG  | 60,69     |
| 8     | Ximena Zorrilla     | PER  | 57,21     |

25. Mai

### Speerwurf
| Platz | Athletin                 | Land | Weite (m) |
| ----- | ------------------------ | ---- | --------- |
| 1     | Laila Ferrer de Silva    | BRA  | 57,79     |
| 2     | María Lucelly Murillo    | COL  | 57,24     |
| 3     | Flor Ruíz                | COL  | 56,07     |
| 4     | Rafaela Torres Gonçalves | BRA  | 53,20     |
| 5     | María Paz Ríos           | CHI  | 49,16     |
| 6     | Dominella Johana Arias   | ARG  | 46,98     |
| 7     | Nadia Requeña            | PER  | 45,37     |

24. Mai

### Siebenkampf
| Platz | Athletin                | Land | Punkte     |
| ----- | ----------------------- | ---- | ---------- |
| 1     | Luisairys Toledo        | VEN  | 5989 CR NR |
| 2     | Vanessa Spínola         | BRA  | 5823       |
| 3     | Martha Araújo           | COL  | 5708       |
| 4     | Ana Camila Pirelli      | PAR  | 5694       |
| 5     | Martina Corra           | ARG  | 4832       |
| 6     | Jenifer Nicole Norberto | BRA  | 3597       |

25./26. Mai

## Männer

### 100 m
| Platz | Athletin                | Land | Zeit (s) |
| ----- | ----------------------- | ---- | -------- |
| 1     | Rodrigo do Nascimento   | BRA  | 10,28    |
| 2     | Felipe Bardi dos Santos | BRA  | 10,43    |
| 3     | Diego Palomeque         | COL  | 10,47    |
| 4     | Jhonny Rentería         | COL  | 10,56    |
| 5     | Emanuel Archibald       | GUY  | 10,56    |
| 6     | Christopher Ortiz       | PAR  | 10,58    |
| 7     | Akeem Stewart           | GUY  | 10,68    |
| 8     | Enrique Polanco         | CHI  | 10,70    |

Finale: 24. Mai
Wind: −0,9 m/s

### 200 m
| Platz | Athletin              | Land | Zeit (s) |
| ----- | --------------------- | ---- | -------- |
| 1     | Bernardo Baloyes      | COL  | 20,42 CR |
| 2     | Rodrigo do Nascimento | BRA  | 20,63    |
| 3     | Christopher Ortiz     | PAR  | 20,98    |
| 4     | Winston George        | GUY  | 20,99    |
| 5     | Erik Cardoso          | BRA  | 21,20    |
| 6     | Fredy Maidana         | PAR  | 21,32    |
| 7     | Enzo Faulbaum         | CHI  | 21,46    |
|       | Virjilio Griggs       | PAN  | DSQ      |

Finale: 26. Mai
Wind: −0,7 m/s
Der ursprünglich achtplatzierte Panamer Virjilio Griggs wurde 2020 wegen eines Betrugvergehens nachträglich disqualifiziert.

### 400 m
| Platz | Athletin           | Land | Zeit (s) |
| ----- | ------------------ | ---- | -------- |
| 1     | Anthony Zambrano   | COL  | 45,53    |
| 2     | Lucas Carvalho     | BRA  | 46,12    |
| 3     | Anderson Henriques | BRA  | 46,15    |
| 4     | Kelvis Padrino     | VEN  | 46,72    |
| 5     | Yilmar Herrera     | COL  | 47,34    |
| 6     | Winston George     | GUY  | 47,66    |
| 7     | Carlos Perlaza     | ECU  | 49,19    |
| 8     | Tito Hinojosa      | BOL  | 50,26    |

24. Mai

### 800 m
| Platz | Athletin                | Land | Zeit (min) |
| ----- | ----------------------- | ---- | ---------- |
| 1     | Lucirio Antonio Garrido | VEN  | 1:46,27    |
| 2     | Jelssin Robledo         | COL  | 1:47,31    |
| 3     | Marco Vilca             | PER  | 1:48,06    |
| 4     | Alejandro Peirano       | CHI  | 1:48,36    |
| 5     | Guilherme Orenhas       | BRA  | 1:48,69    |
| 6     | Miguel Angel Mesa       | COL  | 1:48,97    |
| 7     | Diego Lacamoire         | ARG  | 1:49,77    |
| 8     | Marco Salcedo           | ECU  | 1:50,30    |

26. Mai

### 1500 m
| Platz | Athlet                    | Land | Zeit (min) |
| ----- | ------------------------- | ---- | ---------- |
| 1     | Lucirio Antonio Garrido   | VEN  | 3:55,04    |
| 2     | Diego Lacamoire           | ARG  | 3:55,15    |
| 3     | Carlos de Oliveira Santos | BRA  | 3:55,18    |
| 4     | Santiago Catrofe          | URU  | 3:55,21    |
| 5     | Carlos Hernández          | COL  | 3:56,49    |
| 6     | Carlos San Martín         | COL  | 3:56,84    |
| 7     | Fabian Manrique           | ARG  | 3:56,91    |
| 8     | Marco Salcedo             | ECU  | 3:57,14    |

24. Mai

### 5000 m
| Platz | Athlet              | Land | Zeit (min)  |
| ----- | ------------------- | ---- | ----------- |
| 1     | Altobeli da Silva   | BRA  | 13:50,08 CR |
| 2     | José Luis Rojas     | PER  | 13:53,11    |
| 3     | Gerald Giraldo      | COL  | 13:54,51    |
| 4     | Vidal Basco         | BOL  | 13:57,80    |
| 5     | Iván Darío González | COL  | 13:59,31    |
| 6     | Jesús Yana          | PER  | 14:07,97    |
| 7     | Ederson Pereira     | BRA  | 14:12,00    |
| 8     | Nicolás Cuestas     | URU  | 14:18,67    |

26. Mai

### 10.000 m
| Platz | Athlet                 | Land | Zeit (min)  |
| ----- | ---------------------- | ---- | ----------- |
| 1     | Bayron Piedra          | ECU  | 28:48,13    |
| 2     | José Mauricio González | COL  | 28:48,60    |
| 3     | Vidal Basco            | BOL  | 28:52,32 NR |
| 4     | Jhon Cusi              | PER  | 28:53,39    |
| 5     | Nicolás Herrera        | COL  | 28:53,55    |
| 6     | Luis Ostos             | PER  | 29:24,37    |
| 7     | Nicolás Cuestas        | URU  | 29:41,71    |
| 8     | Rubén Erick Arando     | BOL  | 30:19,71    |

24. Mai

### 110 m Hürden
| Platz | Athlet              | Land | Zeit (s) |
| ----- | ------------------- | ---- | -------- |
| 1     | Gabriel Constantino | BRA  | 13,54    |
| 2     | Yohan Chaverra      | COL  | 13,66    |
| 3     | Eduardo de Deus     | BRA  | 13,68    |
| 4     | Fanor Escobar       | COL  | 14,12    |
| 5     | Agustín Carrera     | ARG  | 14,15    |
| 6     | Javier McFarlane    | PER  | 14,44    |
| 7     | Mauricio Sandoval   | BOL  | 15,04    |
|       | Mauricio Garrido    | PER  | DSQ      |

24. Mai
Wind: −0,8 m/s

### 400 m Hürden
| Platz | Athlet            | Land | Zeit (s) |
| ----- | ----------------- | ---- | -------- |
| 1     | Alison dos Santos | BRA  | 49,88    |
| 2     | Alfredo Sepúlveda | CHI  | 50,03    |
| 3     | Guillermo Ruggeri | ARG  | 50,20    |
| 4     | Andrés Silva      | URU  | 50,73    |
| 5     | Mahau Suguimati   | BRA  | 51,15    |
| 6     | Paulo Herrera     | PER  | 52,86    |
| 7     | Kevin Mina        | COL  | 52,97    |
|       | Fanor Escobar     | COL  | DNS      |

25. Mai

### 3000 m Hindernis
| Platz | Athlet            | Land | Zeit (min) |
| ----- | ----------------- | ---- | ---------- |
| 1     | Carlos San Martín | COL  | 8:36,37    |
| 2     | Altobeli da Silva | BRA  | 8:38,43    |
| 3     | Gerald Giraldo    | COL  | 8:41,48    |
| 4     | Mario Bazán       | PER  | 8:44,48    |
| 5     | Diego Arévalo     | ECU  | 8:49,42 PB |
| 6     | José Peña         | VEN  | 8:57,95    |
| 7     | Víctor Aguilar    | BOL  | 9:00,54    |
| 8     | Fausto Alonso     | ARG  | 9:02,91    |

25. Mai

### 4 × 100 m Staffel
| Platz | Land      | Athleten                                                               | Zeit (s) |
| ----- | --------- | ---------------------------------------------------------------------- | -------- |
| 1     | Venezuela | Alberto Aguilar Abdel Kalil Alexis Nieves Rafael Vásquez               | 39,56    |
| 2     | Brasilien | Erik Cardoso Gabriel Constantino Rodrigo do Nascimento Eduardo de Deus | 39,91    |
| 3     | Kolumbien | Jhonny Rentería Diego Palomeque Yilmar Herrera Bernardo Baloyes        | 39,94    |
| 4     | Chile     | Javier Pinilla Enzo Faulbaum Rodrigo Opazo Enrique Polanco             | 40,32    |
| 5     | Peru      | Andy Martínez Frank Sánchez Luis Iriarte Mauricio Garrido              | 40,97    |
| 6     | Ecuador   | Jhon Valencia Anderson Marquinez Carlos Perlaza Steeven Salas          | 41,14    |
| 7     | Bolivien  | Carlos Abán Pablo Abán Tito Hinojosa Bruno Rojas                       | 41,73    |

25. Mai

### 4 × 400 m Staffel
| Platz | Land      | Athleten                                                            | Zeit (min) |
| ----- | --------- | ------------------------------------------------------------------- | ---------- |
| 1     | Kolumbien | Jhon Solís Diego Palomeque Kevin Mina Anthony Zambrano              | 3:04,04    |
| 2     | Brasilien | Lucas Carvalho Alison dos Santos Mahau Suguimati Anderson Henriques | 3:04,13    |
| 3     | Chile     | Enzo Faulbaum Rafael Muñoz Alejandro Peirano Alfredo Sepúlveda      | 3:11,84    |
| 4     | Peru      | Christhoper Curto Fabrizio Vizcarra Mauricio Garrido Paulo Herrera  | 3:14,28    |

26. Mai

### 20 km Gehen
| Platz | Athlet            | Land | Zeit (h) |
| ----- | ----------------- | ---- | -------- |
| 1     | Jhon Castañeda    | COL  | 1:22:33  |
| 2     | David Hurtado     | ECU  | 1:23:39  |
| 3     | Luis Henry Campos | PER  | 1:24:17  |
| 4     | Juan Manuel Cano  | ARG  | 1:26:19  |
|       | Éider Arévalo     | COL  | DNF      |
|       | Yerko Araya       | CHI  | DNF      |
|       | Pablo Rodríguez   | BOL  | DSQ      |
|       | César Rodríguez   | PER  | DSQ      |

26. Mai

### Hochsprung
| Platz          | Athlet            | Land | Höhe (m) |
| -------------- | ----------------- | ---- | -------- |
| 1              | Alexander Bowen   | PAN  | 2,21     |
| 2              | Fernando Ferreira | BRA  | 2,21     |
| 3              | Eure Yáñez        | VEN  | 2,18     |
| 4              | Carlos Layoy      | ARG  | 2,10     |
| 4              | Thiago Moura      | BRA  | 2,10     |
| 6              | Arturo Chávez     | PER  | 2,10     |
|                | Juan José Camacho | PER  | NH       |
| Yohan Chaverra | COL               | NH   |          |

24. Mai

### Stabhochsprung
| Platz | Athlet              | Land | Höche (m) |
| ----- | ------------------- | ---- | --------- |
| 1     | Augusto Dutra       | BRA  | 5,61      |
| 2     | Thiago Braz         | BRA  | 5,41      |
| 3     | Germán Chiaraviglio | ARG  | 5,21      |
| 4     | José Pacho          | ECU  | 5,21      |
| 5     | Dyander Pacho       | ECU  | 5,01      |
| 6     | Ignacio Sánchez     | PER  | 4,81      |
|       | Walter Viáfara      | COL  | NH        |
|       | Pablo Chaverra      | COL  | DNS       |

24. Mai

### Weitsprung
| Platz | Athlet                | Land | Weite (m) |
| ----- | --------------------- | ---- | --------- |
| 1     | Emiliano Lasa         | URU  | 7,76      |
| 2     | Paulo Sérgio Oliveira | BRA  | 7,71      |
| 3     | Raúl Mena             | COL  | 7,66      |
| 4     | Emanuel Archibald     | GUY  | 7,66      |
| 5     | José Luis Mandros     | PER  | 7,41      |
| 6     | Daniel Pineda         | CHI  | 7,29      |
| 7     | Erick Suárez          | BOL  | 7,19      |
| 8     | Guillermo Herrera     | PER  | 7,07      |

25. Mai

### Dreisprung
| Platz | Athlet           | Land | Weite (m) |
| ----- | ---------------- | ---- | --------- |
| 1     | Maximiliano Díaz | ARG  | 16,23     |
| 2     | Kauam Bento      | BRA  | 16,18     |
| 3     | Miguel van Assen | SUR  | 16,11     |
| 4     | Arnovis Dalmero  | COL  | 15,86     |
| 5     | Frixon Chila     | ECU  | 15,63     |
|       | Geiner Moreno    | COL  | DNS       |

26. Mai

### Kugelstoßen
| Platz | Athlet           | Land | Weite (m) |
| ----- | ---------------- | ---- | --------- |
| 1     | Darlan Romani    | BRA  | 21,00     |
| 2     | Willian Dourado  | BRA  | 19,09     |
| 3     | Germán Lauro     | ARG  | 18,97     |
| 4     | Ignacio Carballo | ARG  | 18,31     |
| 5     | Rodrigo Cárdenas | CHI  | 15,68     |

25. Mai

### Diskuswurf
| Platz | Athlet                  | Land | Weite (m) |
| ----- | ----------------------- | ---- | --------- |
| 1     | Mauricio Ortega         | COL  | 58,89     |
| 2     | Douglas dos Reis        | BRA  | 56,43     |
| 3     | Claudio Romero          | CHI  | 54,31     |
| 4     | Wellinton da Cruz Filho | BRA  | 53,35     |
| 5     | Juan Caicedo            | ECU  | 52,89     |
| 6     | Rodrigo Cárdenas        | CHI  | 51,75     |
| 7     | Stefano Paz             | PER  | 45,24     |

25. Mai

### Hammerwurf
| Platz | Athlet            | Land | Weite (m) |
| ----- | ----------------- | ---- | --------- |
| 1     | Gabriel Kehr      | CHI  | 75,27 CR  |
| 2     | Humberto Mansilla | CHI  | 73,00     |
| 3     | Allan Wolski      | BRA  | 72,51     |
| 4     | Joaquín Gómez     | ARG  | 71,47     |
| 5     | Wagner Domingos   | BRA  | 69,85     |
| 6     | Daniel Aguirre    | COL  | 62,47     |
| 7     | Joseph Melgar     | PER  | 60,57     |
| 8     | Manuel Terán      | BOL  | 48,29     |

26. Mai

### Speerwurf
| Platz | Athlet          | Land | Weite (m) |
| ----- | --------------- | ---- | --------- |
| 1     | Dayron Márquez  | COL  | 78,00     |
| 2     | Francisco Muse  | CHI  | 75,97     |
| 3     | Arley Ibargüen  | COL  | 75,83     |
| 4     | Leslain Baird   | GUY  | 74,43     |
| 5     | José Escobar    | ECU  | 67,06     |
| 6     | Jean Mairongo   | ECU  | 66,25     |
| 7     | Giovanni Díaz   | PAR  | 64,75     |
| 8     | Jonathan Cedeño | PAN  | 63,39     |

25. Mai

### Zehnkampf
| Platz | Athlet                 | Land | Punkte |
| ----- | ---------------------- | ---- | ------ |
| 1     | Georni Jaramillo       | VEN  | 7784   |
| 2     | Gerson Izaguirre       | VEN  | 7302   |
| 3     | Sergio Pandiani        | ARG  | 7226   |
| 4     | Lucas Catanhede        | BRA  | 7179   |
|       | Andy Preciado          | ECU  | DNF    |
|       | Luiz Alberto de Araújo | BRA  | DNF    |
|       | Alejandro Lucumí       | COL  | DNF    |
|       | José Gregorio Lemos    | COL  | DNS    |

24./25. Mai

## Medaillenspiegel
| Medaillenspiegel | Medaillenspiegel | Medaillenspiegel | Medaillenspiegel | Medaillenspiegel | Medaillenspiegel |
| Platz            | Land             | Gold             | Silber           | Bronze           | Gesamt           |
| ---------------- | ---------------- | ---------------- | ---------------- | ---------------- | ---------------- |
| 01               | Brasilien        | 15               | 19               | 10               | 44               |
| 02               | Kolumbien        | 12               | 9                | 11               | 32               |
| 03               | Venezuela        | 8                | 4                | 1                | 13               |
| 04               | Uruguay          | 3                | 0                | 0                | 3                |
| 05               | Argentinien      | 2                | 3                | 11               | 16               |
| 06               | Ecuador          | 2                | 3                | 2                | 7                |
| 07               | Chile            | 1                | 3                | 3                | 7                |
| 08               | Panama           | 1                | 1                | 0                | 2                |
| 09               | Peru             | 0                | 1                | 4                | 5                |
| 09               | Bolivien         | 0                | 1                | 1                | 2                |
| 11               | Paraguay         | 0                | 0                | 1                | 1                |
| 11               | Suriname         | 0                | 0                | 1                | 1                |
| Gesamt           | Gesamt           | 44               | 44               | 45               | 133              |